# 1377 год в литературе

## События
- Джеффри Чосер дважды посетил Францию;
- Ибн Халдун начал работу над «Мукаддима» — первой частью первой книги «Китаб аль-ибар»;
- Николай Орем избран епископом Лизье. До этого занимался переводами с латинского на французский сочинений Аристотеля по поручению короля Карла V;
- Али ибн Мухаммед аль-Джурджани возвратился в Шираз из Константинополя, чтобы стать учителем;
- Изготовлена одна из самых ранних известных копий Лаврентьевской летописи;
- Шотландский поэт Джон Барбур вознаграждён за свою последнюю работу десятью шотландскими фунтами.

## Родились
- 2 мая — Освальд фон Волькенштейн — австрийский поэт (ум. в 1445 году)

## Скончались
- Апрель — Гийом де Машо — французский поэт и композитор (род. ок. 1300 году).